# Ambassador Hotel
O Ambassador Hotel era um hotel em Los Angeles, Califórnia. Projetado pelo arquiteto Myron Hunt, o Ambassador Hotel foi formalmente aberto ao público em 1º de janeiro de 1921. Foi também o lar da boate Cocoanut Grove, um dos principais locais noturnos de Los Angeles por décadas; anfitrião de seis cerimônias do Oscar e de todos os presidentes dos Estados Unidos, de Herbert Hoover a Richard Nixon.
Figuras proeminentes como Frank Sinatra, Judy Garland, Sammy Davis, Nat King Cole, Lena Horne, Barbra Streisand, Bing Crosby, John Wayne, Lucille Ball, Marilyn Monroe, Yma Sumac, Ray Charles e The Supremes foram alguns dos muitos artistas que compareceu e se apresentou no Cocoanut Grove.
O hotel foi o local do assassinato do senador dos Estados Unidos Robert F. Kennedy em 5 de junho de 1968. Devido ao declínio do hotel e da área circundante, o Ambassador Hotel foi fechado aos hóspedes em 1989. Em 2001, o Distrito Escolar Unificado de Los Angeles (LAUSD) comprou a propriedade com a intenção de construir três novas escolas na área. Após litígios subsequentes para preservar o hotel como sítio histórico, um acordo permitiu que o Ambassador Hotel fosse demolido em 2005, concluído no início de 2006.

## Contexto

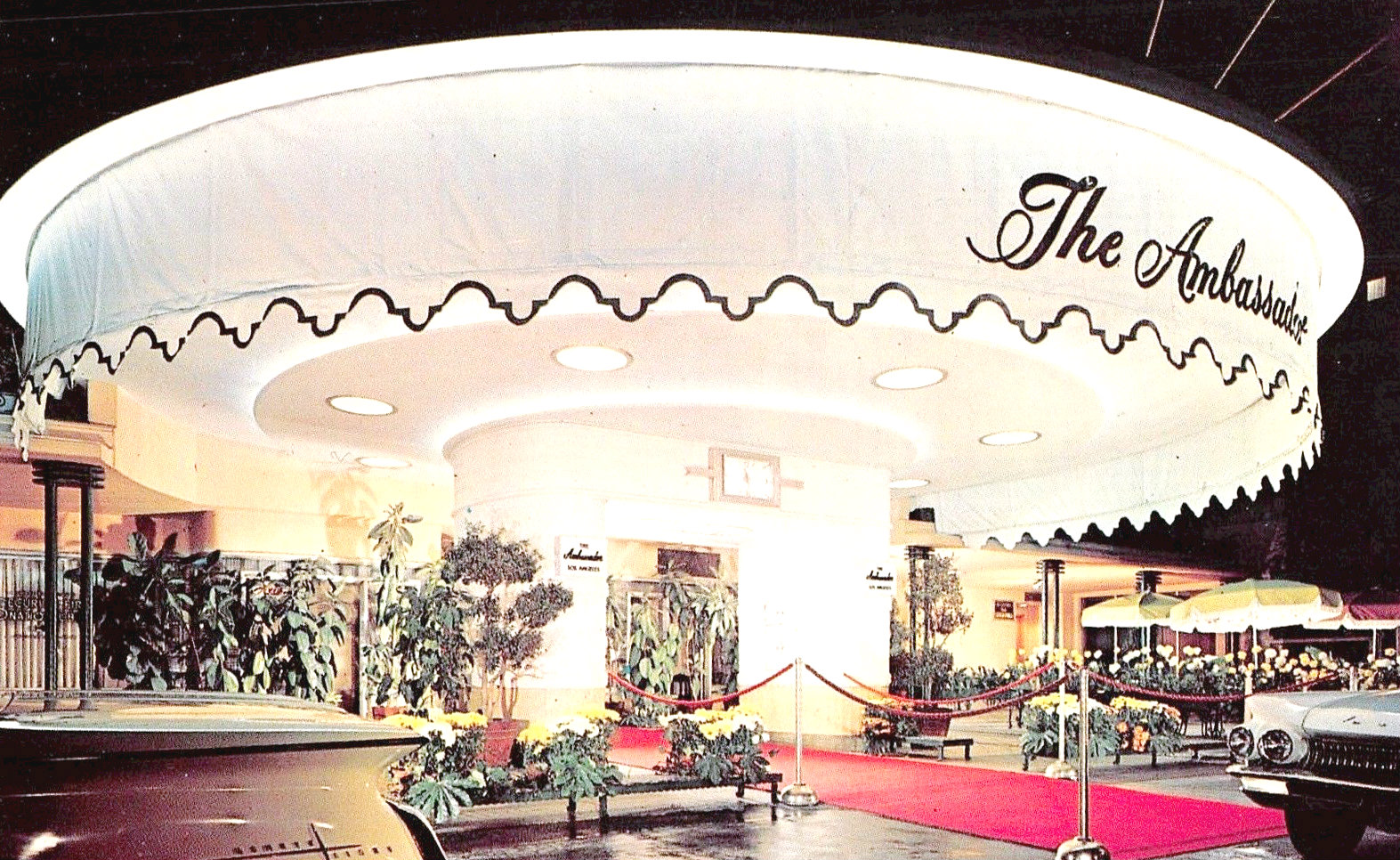
Entrada do Hotel Ambassador, 1970.

Localizado em 3400 Wilshire Boulevard, entre Catalina Street e Mariposa Avenue na atual Koreatown, o The Ambassador ficava afastado do Wilshire Boulevard em 24 acres, que incluía a estrutura principal do hotel, uma garagem e vários bangalôs independentes.
O Ambassador foi construído como parte do Ambassador Hotels System. A Família Schine foi proprietária do The Ambassador desde a sua inauguração em 1921 até 1971.
O Ambassador Hotel era frequentado por celebridades, algumas das quais, como Pola Negri, ali residiam. De 1930 a 1943, seis cerimônias de premiação do Oscar foram realizadas no hotel. Talvez até sete presidentes dos EUA tenham permanecido no Ambassador, de Hoover a Nixon, juntamente com chefes de estado de todo o mundo. Durante décadas, a famosa boate Cocoanut Grove do hotel recebeu artistas conhecidos, como Frank Sinatra, Barbra Streisand, Judy Garland, Shep Fields, Veloz & Yolanda, Lena Horne, Nancy Wilson, Bing Crosby, Nat King Cole, Liza Minnelli, Martin e Lewis, The Supremes, Merv Griffin, Dorothy Dandridge, Vikki Carr, Evelyn Knight, Vivian Vance, Dick Haymes, Sergio Franchi, Perry Como, Dizzy Gillespie, Benny Goodman, Sammy Davis Jr., Little Richard, Liberace, Natalie Cole, Richard Pryor e Shirley Bassey.

## História

### Primórdios

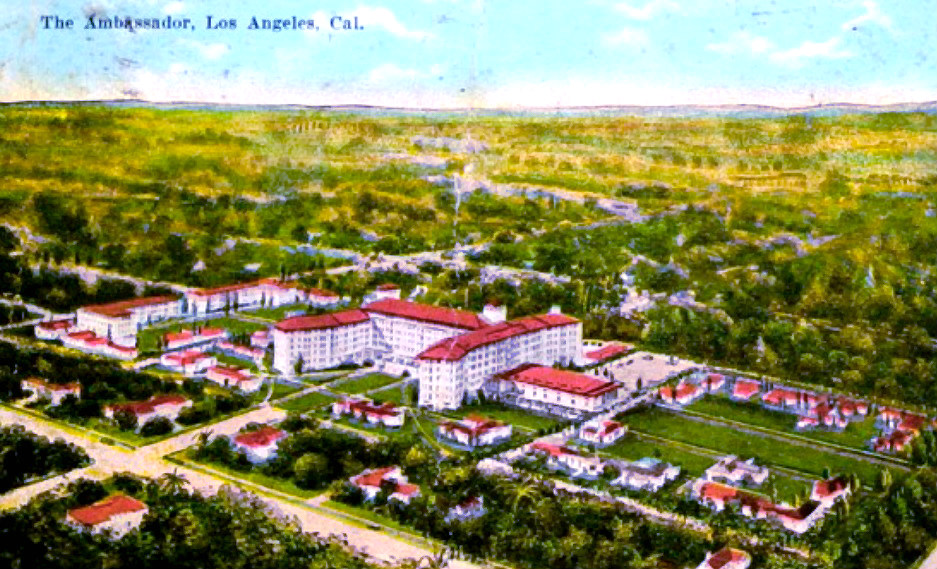
Cartão postal antigo do Ambassador Hotel em março de 1921.

Projetado pelo arquiteto americano Myron Hunt, o Ambassador Hotel abriu suas portas à meia-noite de 1º de janeiro de 1921 e rapidamente estabeleceu um novo padrão de luxo hoteleiro. Os hóspedes foram recebidos por um grande lobby na chegada, com uma enorme lareira italiana, lustres de cristal, tapetes orientais e cortinas luxuosas adornando o lobby, além de uma escolha de 1.000 quartos e bangalôs. O hotel ocupava 23,7 acres em 3.400 Wilshire Boulevard, limitado pela Wilshire Boulevard ao norte, 8th Street ao sul, Catalina Street ao leste e quase à Avenida Mariposa ao oeste. Quando a boate Cocoanut Grove do hotel foi inaugurada em 21 de abril de 1921, solidificou oficialmente a cena social do hotel. No livro de 1980, Are the Stars Out Tonight?, a ex-diretora de relações públicas da Embaixadora, Margaret Tante Burk, relembra a noite de inauguração do Grove:
"...na noite de 21 de abril de 1921... o novo clube abriu oficialmente seu estilo marroquino, portas folheadas a ouro e palmeiras gravadas... O Cocoanut Grove foi apropriadamente nomeado, os convidados concordaram enquanto eram escoltados pelo maître de e capitães descendo a grande e luxuosa escadaria... No alto, pairando pela sala, havia coqueiros de papel machê, cocos e folhas de palmeira que foram resgatados das praias arenosas de Oxnard, onde serviram de atmosfera do clássico de 1921, The Sheik... Balançando em seus galhos estavam macacos de pelúcia piscando para os foliões com seus olhos âmbar eletrificados. As estrelas brilhavam no céu azul do teto e na parede mais ao sul pendia uma lua havaiana cheia presidindo uma paisagem pintada e uma cachoeira espirrando."
O Cocoanut Grove era frequentado por celebridades como Louis B. Mayer, Charlie Chaplin, Douglas Fairbanks, Mary Pickford, Howard Hughes, Clara Bow, Rudolph Valentino, Gloria Swanson, Anna May Wong, Norma Talmadge e outros. De acordo com a Photoplay, Joan Crawford e Carole Lombard eram concorrentes frequentes nas competições de Charleston realizadas nas noites de sexta-feira; Lombard foi descoberto em Grove. As famosas palmeiras artificiais que adornavam o Cocoanut Grove foram deixadas no filme mudo de drama romântico de Rudolph Valentino, de 1921, The Sheik.
A partir de 1928, Gus Arnheim liderou a Orquestra Cocoanut Grove, na qual eram cantadas de seis a sete canções todas as noites. A certa altura, houve uma transmissão de duas horas da orquestra no rádio. Na década de 1930, Cocoanut Grove era frequentado por estrelas do cinema como Norma Shearer, Irving Thalberg, Clark Gable, Katharine Hepburn, Spencer Tracy, Cary Grant, John Wayne, Henry Fonda, Loretta Young, Lucille Ball, Ginger Rogers e muitos outros. Em 29 de fevereiro de 1940, a Cerimônia de Premiação da Academia de 1939 foi realizada em Cocoanut Grove, com Bob Hope apresentando a premiação. Os prêmios Globo de Ouro de 1953 foram entregues no hotel.
Durante a Segunda Guerra Mundial, militares dos EUA se misturaram com estrelas de cinema no hotel durante inúmeros eventos de arrecadação de fundos para ajudar nos esforços de guerra.

### Assassinato de Robert F. Kennedy

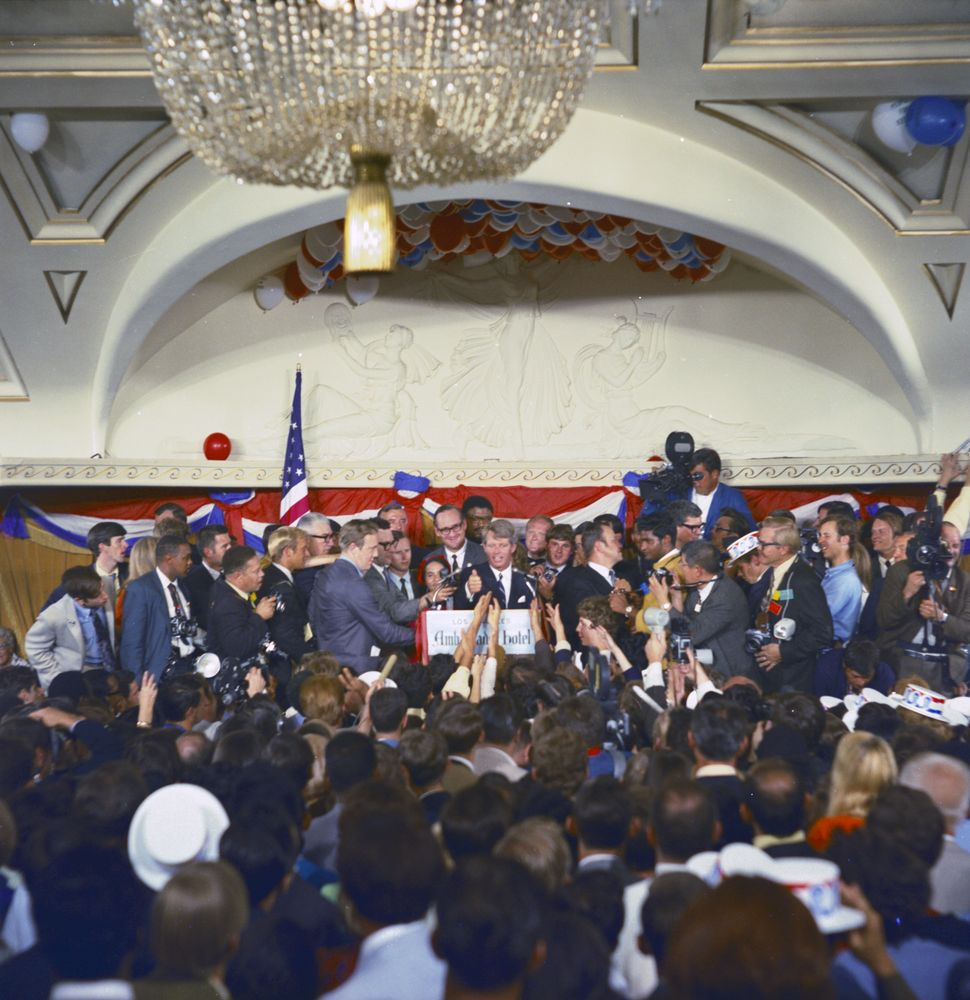
Robert F. Kennedy dirigiu-se aos apoiadores no Embassy Ballroom do Ambassador Hotel

Em 5 de junho de 1968, o vencedor das eleições primárias presidenciais democratas na Califórnia, o senador Robert F. Kennedy, fez um discurso de vitória no Ambassador Hotel aos apoiadores. Após o discurso na Sala Ambassador, Kennedy foi baleado três vezes junto com outras cinco pessoas perto da cozinha principal do hotel, pouco depois da meia-noite. O imigrante palestino Sirhan Sirhan foi preso no local e posteriormente condenado pelo assassinato. Kennedy morreu no dia seguinte no Good Samaritan Hospital; todas as outras vítimas sobreviveram. Durante a demolição do Ambassador Hotel no final de 2005 e início de 2006, partes da área onde ocorreu o tiroteio de 1968 foram eliminadas do local. O trecho do Wilshire Boulevard em frente ao hotel foi assinado como "Robert F. Kennedy Parkway".

### Declínio e fechamento
A morte de Robert F. Kennedy marcou o desaparecimento do hotel, coincidindo com o declínio da vizinhança durante o final dos anos 1960 e 1970. A área também viu uma onda de drogas ilegais, pobreza e atividades de gangues infiltrando-se no corredor de Wilshire. Sob a direção de Sammy Davis Jr., o “Now Grove” substituiu o clássico Cocoanut Grove em 1970 para atrair o público de casas noturnas modernas. No entanto, os clientes perderam o interesse tanto no hotel como no bairro que o rodeia, o que fez com que o Ambassador Hotel caísse em desuso ao longo dos anos. O Ambassador Hotel fechou para hóspedes em 1989, mas permaneceu aberto para filmagens e realização de eventos privados. Em 1991, Donald Trump, que comprou o hotel na esperança de demoli-lo para construir um prédio de 125 andares, vendeu travessas de prata com o brasão de águia do hotel, tigelas de sopa estilo tiki da famosa boate Cocoanut Grove, e camas e mesinhas de cabeceira dos quartos.

## Esforços de preservação
De 2004 a 2005, o Ambassador Hotel tornou-se tema de uma luta jurídica entre o Distrito Escolar Unificado de Los Angeles (LAUSD), que planejava limpar o local e construir uma escola na propriedade, e a Los Angeles Conservancy e a Art Deco Society. de Los Angeles, que desejava que o hotel e seus diversos elementos fossem preservados e integrados na futura escola.
Depois de muito litígio, um acordo foi alcançado no final de agosto de 2005, permitindo o início da demolição em troca do estabelecimento de um fundo de US$ 4,9 milhões, reservado para salvar edifícios escolares históricos no Distrito Escolar Unificado de Los Angeles.

## Demolição

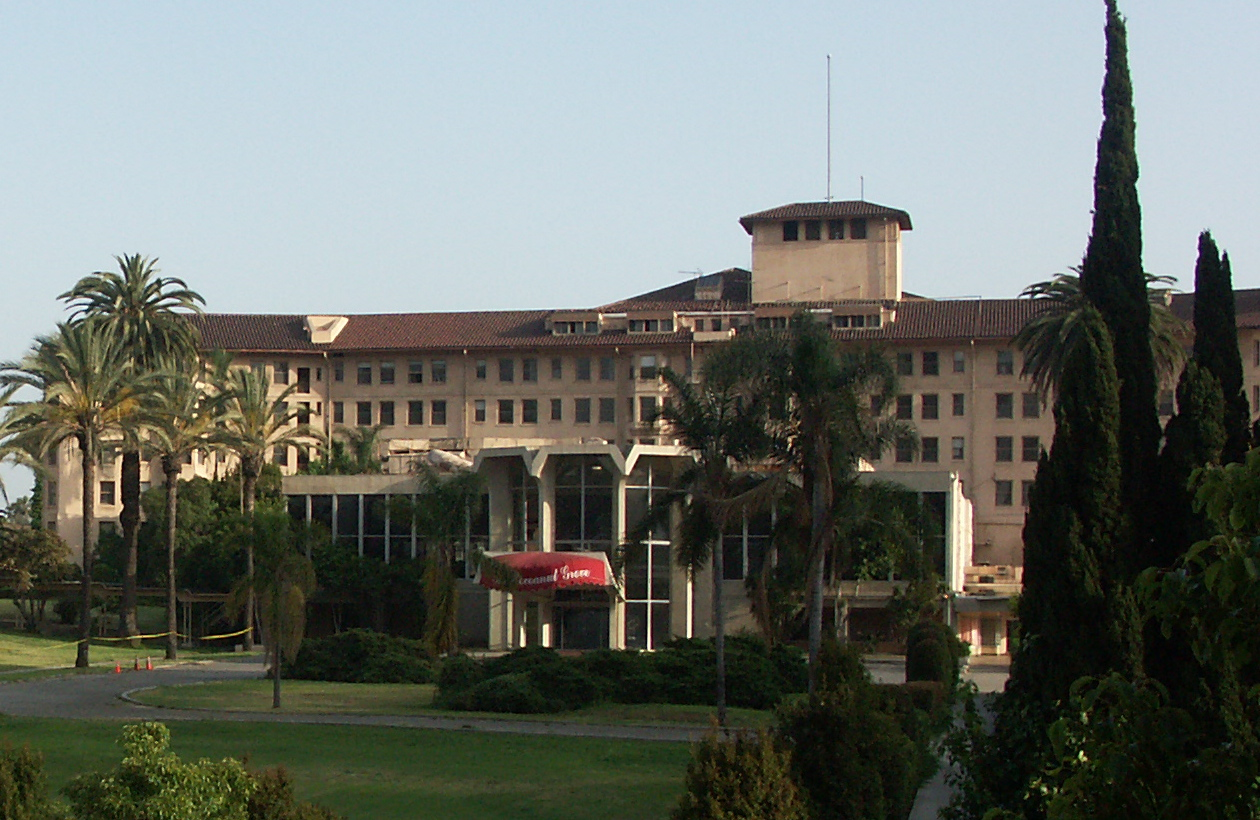
O Ambassador Hotel em 2004, um ano antes do início da demolição no local.

Em 10 de setembro de 2005, foi realizado um leilão público final para as restantes instalações do estacionamento do hotel, com a demolição iniciada logo em seguida. No dia 16 de janeiro de 2006, foi demolido a última parte do Ambassador Hotel, restando apenas o anexo que abrigava a entrada do hotel, galeria comercial, cafeteria e Cocoanut Grove, que foram prometidos que seriam preservados de alguma forma. Uma cerimônia comemorativa da demolição do hotel foi realizada do outro lado da rua, no dia 2 de fevereiro de 2006, no restaurante HMS Bounty, localizado no térreo dos Gaylord Apartments.

### Nova escola
O Central Los Angeles New Learning Center #1 K–3, e o Central Los Angeles New Learning Center #1 4–8/HS, junto com o Robert F. Kennedy Inspiration Park, foram construídos no local.
As instalações de ensino fundamental e médio foram inauguradas em 9 de setembro de 2009, e as instalações de ensino fundamental e médio começaram a operar em 14 de setembro de 2010. O lado norte da nova escola tem uma aparência ligeiramente semelhante à fachada original do hotel e os gramados norte permanecerão praticamente os mesmos, vistos do Wilshire Boulevard.

## Na cultura popular
O Ambassador Hotel foi local de filmagem e cenário para filmes e programas de televisão. Um dos primeiros curtas-metragens coloridos da MGM, Starlit Days at the Lido (1935), foi filmado no Lido Spa do Ambassador Hotel. Na década de 1980 e início de 2000, o hotel foi filmado em Forrest Gump, Murder, She Wrote, Beverly Hills, 90210, SWAT, The Italian Job, Blow, Mafia!, entre outros. Também foi usado em filmes de época como Quase Famosos, Apollo 13, Catch Me If You Can, Hoffa e That Thing You Do.
O último projeto filmado na cozinha do Ambassador Hotel foi "Spin the Bottle", episódio de 2004 da série de TV Angel. O filme Bobby de 2006 foi o último projeto a ser filmado na propriedade do hotel, ganhando acesso no final de 2005 para filmar cenas cruciais de estabelecimento, mesmo quando partes do hotel já estavam em processo de demolição.
O próprio Ambassador Hotel também foi retratado em filmes. O Cocoanut Grove foi recriado nos filmes The Thirteenth Floor e The Aviator.
The Cocoanut Grove recebeu o músico Roy Orbison e vários artistas em 30 de setembro de 1987 para o especial de televisão Roy Orbison and Friends: A Black and White Night, exibido pela primeira vez no Cinemax em 3 de janeiro de 1988. A banda de rock Linkin Park realizou sua sessão de fotos para a imprensa de seu álbum Meteora de 2003 no hotel. O Guns N' Roses filmou o videoclipe de sua música, "Patience", no hotel em 1989. O hotel também serviu como local de filmagem para o videoclipe do single de Marilyn Manson de 1997, "Long Hard Road Out of Hell", da trilha sonora do filme de Todd McFarlane, Spawn. A banda de rock 311 usou o lobby do hotel como pano de fundo para uma sessão de fotos da capa do álbum Evolver, de 2003. Em novembro de 1997, a banda de punk rock Green Day filmou o videoclipe da música "Good Riddance (Time of Your Life)" no hotel.